# Phương Công
Phương Công là một xã thuộc huyện Tiền Hải, tỉnh Thái Bình, Việt Nam.
Xã có diện tích 4,54 km², dân số năm 1999 là 6.205 người, mật độ dân số đạt 1.367 người/km².